# 伊集院光のばらえてぃー
『伊集院光のばらえてぃー』（いじゅういんひかるのばらえてぃー）は、2012年2月よりポニーキャニオンから発売されたバラエティDVDシリーズである。
本稿では、派生作品でホリプロ及びポニーキャニオン制作で、東名阪ネット6各局で放送されていた『伊集院光のばらえてぃーばんぐみ』（いじゅういんひかるのばらえてぃーばんぐみ）についても説明する。

## 概要
- 企画・構成・編集・出演すべてを伊集院光による2008年 - 2009年のBS11デジタルのバラエティ番組『伊集院光のばんぐみ』、『伊集院光のしんばんぐみ』に続くバラエティ企画。スタッフの大半も引き続いて参加している。
- 「地上波では放送できないバラエティー」を意図とし、『ばんぐみ』、『しんばんぐみ』と同じく、テレビのゴールデンタイムでは見られない「裏伊集院」を見ることができる。そのため、冒頭に注意を促すテロップが表示される。
- 主にホリプロ熱海研修センターで収録されたため、冒頭の挨拶は熱海温泉の海岸（サンビーチ）で行われた。
- 小峠英二（バイきんぐ）は小田祐一郎（おだとりんす）の代役として出演し、そのままレギュラーとなった。

## DVD
1. だるまさんが動いたらみんなバラバラの巻（2012年2月24日 PCBG-11141）
2. 酩酊ドミノ ハイパーの巻（2012年3月21日 PCBG-11142）
3. ラジオの魅力に迫りまSHOW!〜投稿しNIGHTからの巻（2012年4月27日 PCBG-11143）
4. 裸・裸・裸フィッシングの巻（2012年5月25日 PCBG-11144）
5. ノンアルコールドミノ毒入りの巻（2012年6月29日 PCBG-11145）
6. 体内時計でぴったんこの巻（2012年7月27日 PCBG-11146）

おまけ. DVD発売記念イベントの巻（DVD全巻購入特典）
ぷらす
1. 本当は怖い話だった話の巻（2013年1月25日 PCBG-11183 ）
2. ランナーズハイでわっはっはの巻（2013年2月20日 PCBG-11184）
3. おぼえて おぼえて 6ヶ月!!の巻（2013年3月20日 PCBG-11185）

## 企画内容

### だるまさんが動いたらみんなバラバラ
研修と称し熱海の合宿所に集められた無名芸人・タレント9人に対して「新レギュラーに対しての親睦」として始められた心理ゲーム。
- 9人は一人ずつ個室に閉じ込められる。
- 全員には赤いだるまが5個ずつ配られる。
- 自分以外のプレイヤーにだるまを押し付けることができる。だるまは1回につき一人1個、3人まで押し付けられる。
- だるまを押し付ける機会（イニングス）は全部で8回。だるまの回収・運搬は伊集院が行う。
- だるまには匿名でメッセージカードを付けることが可能。
- ゲーム終了時にだるまを多く持っていた3人が負け。次回収録に出ることはできない。ただし全員が5個ずつ所持していた場合全員出ることができる。
- また1個ずつ白いだるまが配られ、これを使用することで「相談ルーム」に人を招き面談をすることが可能。相談ルームに招くことができるのは2人、時間は5分まで。

収録日は2011年12月16日・17日。ホリプロ研修センターにてロケが行われた。
出演者
- 田代32
- 小峠英二（バイきんぐ）
- イマニヤスヒサ
- のり（オテンキ）
- GO（オテンキ）
- 桜井宗忠（スカイラブハリケーン）
- 田代さやか
- 桜花
- 三田寺理紗

### 酩酊ドミノ ハイパー
『ばんぐみ』で行われた企画「酩酊ドミノ」をビルドアップした企画。前作に加え、さらに伊集院が事前に若手芸人に聞き込み調査を行い、「酒癖が特に悪い」芸人6人を加えたもの。
前回と同じく、樽酒を振る舞いベロンベロンになったうえで番組タイトルを作る企画。前回から500個増えた4000個で行われる。また危険だと判断して退場されたメンバーに対して桜井・江波戸・桐畑の3名が「スーパーサブ」として別室で待機。
収録日は2011年12月18日。前日に『THE MANZAI 2011』が行われたことが述べられている。
出演者
※は前作「酩酊ドミノ」の出演者。
- ぶっちゃあ（ブッチャーブラザーズ）※
- 桐畑トール（ほたるゲンジ）※
- イマニヤスヒサ
- GO（オテンキ）※
- のり（オテンキ）※
- 江波戸邦昌（オテンキ）
- 根喜田拓也（ジェニーゴーゴー）
- 桜井宗忠（スカイラブハリケーン）
- 大坪康之（つぼます）
- 田代さやか※
- メグちゃん※
- ゆみみ（マリア）
- ロリィタ族。

### 体内時計でぴったんこ
地方の小学校を丸ごと借りて行われた企画。若手芸人達10組に時計を使わずに得意なルーチンを行なうことできっちり3分間を体内時計で計れるか試すというもの。
バイきんぐが3分間計るために行なったコント「卒業生母校に帰る」は、その年の『キングオブコント2012』決勝の1stステージで実演し、チャンピオンに輝いた。
出演者
- 河野かずお
- ガーユー
- バイきんぐ
- 田代32
- 小田祐一郎（おだとりんす）
- オテンキ
- ゆみみ
- 安藤なつ（ぷち観音）
- 三田寺理紗
- SingleSize（あだちあさみ、メロディーきみえ、前田友理香）
- 桐畑トール
- イマニヤスヒサ

## 伊集院光のばらえてぃーばんぐみ
当初はテレビ放送を視野に入れず制作されていたが、2012年4月から本DVDのプロモーションの目的で東名阪ネット6各局にて地上波放送された『伊集院光のばんぐみ』が好評だった事から、同年7月より『伊集院光のばらえてぃーばんぐみ』としてテレビ版が同6局において開始された。ただしDVD購入者への配慮から、先にテレビ用に新たに撮り下ろした企画を放送、DVD発売からある程度期間が経過した後、DVD版の企画を放送する予定としている。また、この番組の放送が決まって以降に収録されたDVD版の企画は、テレビ版を考慮して制作されている。全13回。
当番組では、プロデューサーとして東名阪ネット6各局から1名ずつスタッフロールに掲載されているが、制作自体はホリプロ・ポニーキャニオンであり、東名阪ネット6共同制作番組ではない（2012年7月現在、東名阪ネット6共同制作番組は『温泉女子』・『今夜野宿になりまして』が該当する）。

### ネット局
各局でプロモーションとして行われた『伊集院光のばんぐみ』のセレクション放送と概ね同じ枠で放送されている。そのため、三重テレビ放送については不定期放送扱いでの紹介になっていた。
| 放送地域              | 放送局           | 放送期間                 | 放送日時           | 系列           |               |
| 東名阪ネット6         | 東名阪ネット6    | 東名阪ネット6            | 東名阪ネット6      | 東名阪ネット6  | 東名阪ネット6 |
| --------------------- | ---------------- | ------------------------ | ------------------ | -------------- | ------------- |
| 京都府                | KBS京都          | 2012年7月1日 - 9月30日   | 日曜 23:00 - 23:30 | 独立協         |               |
| 千葉県                | 千葉テレビ放送   | 2012年7月3日 - 9月25日   | 火曜 25:00 - 25:30 | 独立協         |               |
| 埼玉県                | テレビ埼玉       | 2012年7月4日- 9月26日    | 水曜 26:35 - 27:05 | 独立協         |               |
| 神奈川県              | テレビ神奈川     | 2012年7月5日 - 9月27日   | 木曜 22:30 - 23:00 | 独立協         |               |
| 兵庫県                | サンテレビジョン | 2012年7月7日 - 9月29日   | 土曜 24:30 - 25:00 | 独立協         |               |
| 三重県                | 三重テレビ放送   | 2012年7月20日 - 10月12日 | 金曜 19:00 -19:30  | 独立協         |               |
| 東名阪ネット6以外の局 |                  |                          |                    |                |               |
| 栃木県                | とちぎテレビ     | 2013年4月1日 - 6月24日   | 月曜 22:30 - 23:00 | 独立協         |               |
| 北海道                | 北海道テレビ     | 2013年4月5日 - 7月4日    | 木曜 25:05 - 25:35 | テレビ朝日系列 |               |
| 岩手県                | IBC岩手放送      | 2013年12月8日 -          | 日曜 25:00 - 25:30 | TBS系列        |               |

### スタッフ
- 企画・構成：伊集院光
- ＣＡＭ：三好哲也・宮澤和夫（池田屋）
- ＶＥ：善方光一・福重伸隆（池田屋）
- 美術：清水基恵（Tac）
- メイク：日高綾子・松本加奈子
- ＥＥＤ：緒方竜・佐々木勝成・荒山和之・本間亮
- ＭＡ：柳智隆
- 音響効果：高島慎太郎
- ＡＰ：今泉暢子
- ＡＤ：片山恵介
- ディレクター：ウエダダイスケ・清水彰介・浅井祐太郎
- 監修：城間康男
- プロデューサー：堤智志（ホリプロ）・清水陽（ポニーキャニオン）
- ネット6：河口芳佳（tvk）・遠藤圭介（テレ玉）・小森陽一郎（チバテレ）・波多美由紀（三重テレビ）・伊藤義行（KBS京都）・江福純夫（サンテレビ）
- 製作・著作：ホリプロ・ポニーキャニオン